# مزغران
Éمزغران إحدى بلديات دائرة حاسي مماش التابعة لولاية مستغانم.

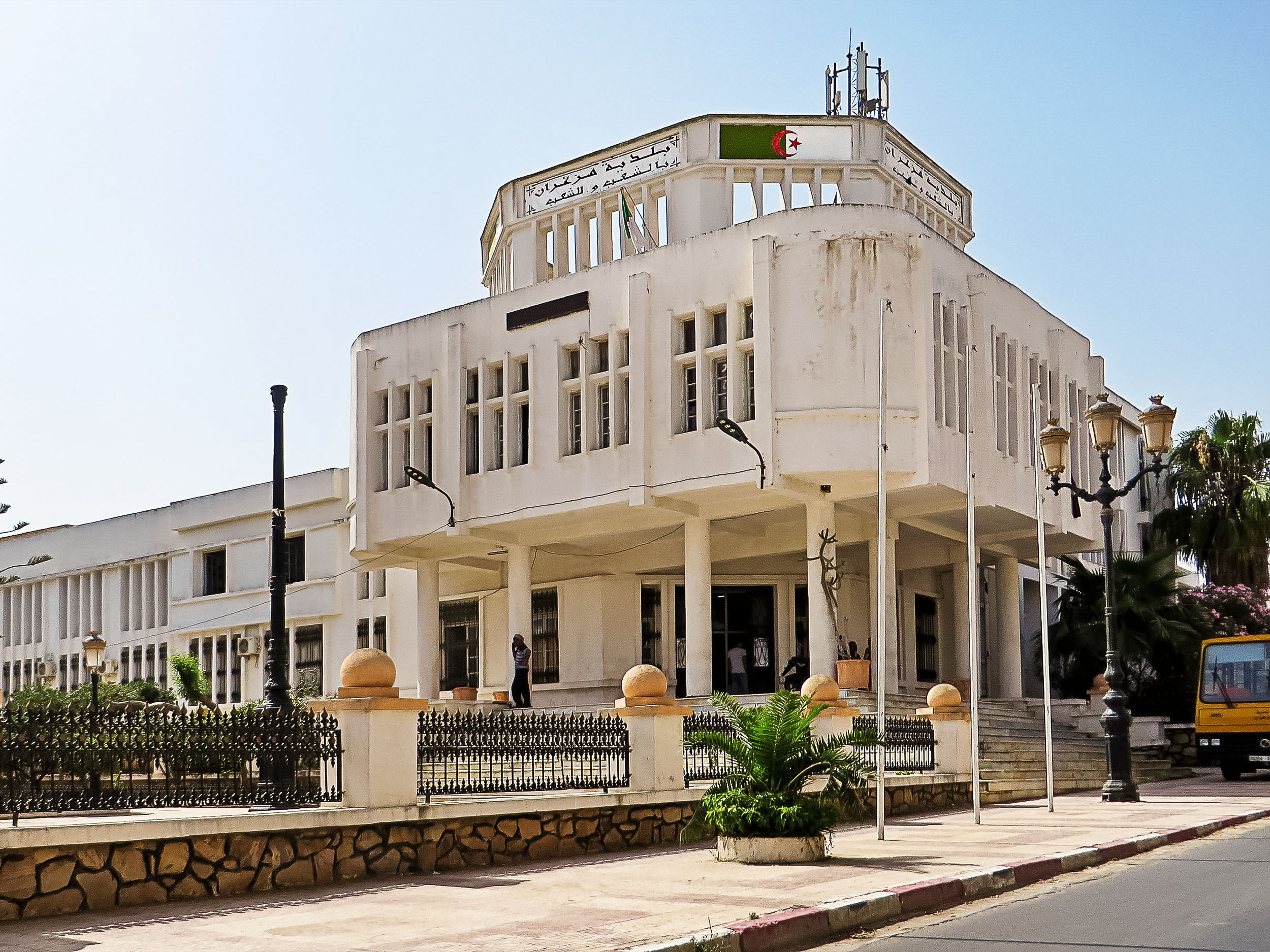
مقر بلدية مزغران

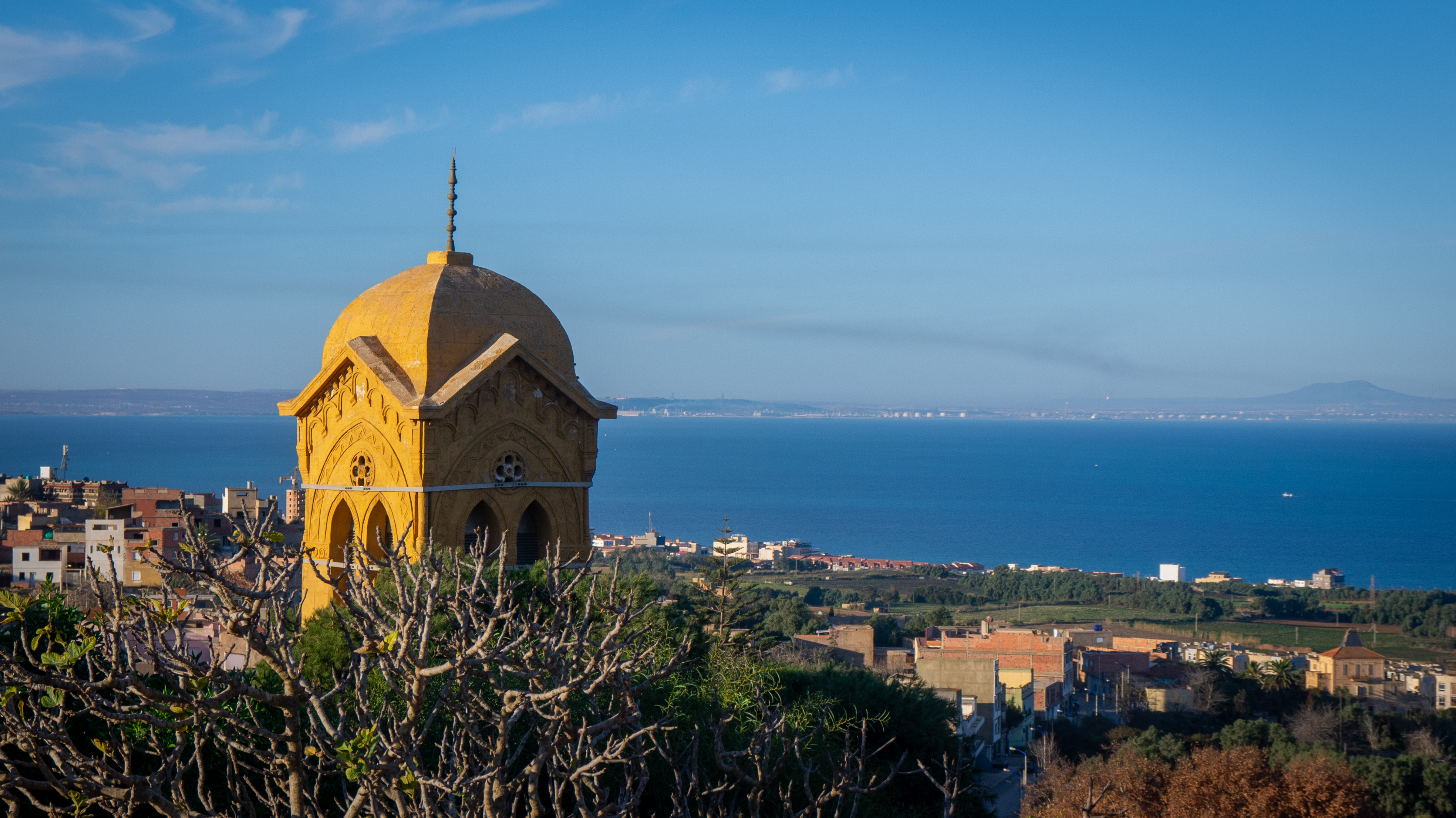
منارة مسجد السيدة خديجة بمدينة مزغران، المطلة على البحر الأبيض المتوسط.